# Seibertsbach (Moosbach)
Der Seibertsbach ist ein gut vier Kilometer langer Wasserlauf im südpfälzischen Teil des Wasgaus (Rheinland-Pfalz) und ein rechter Zufluss des Moosbaches.

## Name
Neben Seibertsbach ist ebenso die Bezeichnungen Seibertsbächel gebräuchlich.

## Verlauf
Der Seibertsbach entspringt auf einer Höhe von 312 m ü. NN  im mittleren Wasgau im Dahner Felsenland in einem Waldgelände am Westhang des Großen Eyberges (312 m ü. NN). Er fließt zunächst etwa dreihundert Meter in westlicher Richtung, wendet sich dann nach Nordwesten, um nach gut vierhundert Meter nach Nordosten abzubiegen. 
Nach etwa 250 Meter bildet er bachabwärt eine Reihe von kleineren Fischteichen. Er läuft nun in nördlicher Richtung am westlichen Fuß des Großen Taubeneck (378,8 m ü. NN) entlang und wendet sich dann bei der Waldmannswiese nach Nordosten. Beim Schindwoog, westlich des Dehmershübel, verschwindet der Bach im Untergrund, um dann knapp dreihundert Meter weiter nordostwärts wieder an der Erdoberfläche aufzutauchen. 
Sein Weg führt danach am Nordhang des Dehmershübel entlang durch einen Wiesenaue, welche rechts und links von Wald begrenzt wird. Er fließt nun in Richtung Norden östlich an der Dahner Hütte – Im Schneiderfeld vorbei und mündet schließlich auf einer Höhe von 217 m ü. NN von rechts in den Moosbach.

## Nutzung
Früher wurde der Seibertsbach zur Fischerei genutzt.

## Wanderwege
Entlang seines Unterlaufs führt der Fernwanderweg Pirmasens–Belfort.